# Arun Nehru
Arun Nehru (ur. 24 kwietnia 1944, zm. 25 lipca 2013 w Gurgaonie) – indyjski polityk, parlamentarzysta i minister, bliski współpracownik spokrewnionego z nim premiera Indii Radżiwa Gandhiego.
Był działaczem i politykiem Indyjskiego Kongresu Narodowego. Trzykrotnie zdobywał mandat deputowanego Lok Sabhy - VII, VIII i IX kadencji (1980-1991).
Był ministrem komunikacji w latach 1985-1987 oraz ministrem handlu w latach 1989-1990 w rządzie Radżiwa Gandhiego.

## Życie prywatne
Był żonaty z Subhadrą, mieli dwie córki.
Arun Nehru spokrewniony był z rodziną Nehru-Gandhi - jego pradziadek Nandlal Nehru był bratem Motilala - ojca Jawaharlalem Nehru - pierwszego premiera Indii.